# حمدي هيكل
حمدي هيكل (25 يوليو 1959 -)، هو ممثل مصري.

## مسيرته
قام باداء عدد من الأدوار الصغيرة في عديد من الأعمال الفنية منها أفلام ابن عز، زكي شان، فول الصين العظيم والحاسة السابعة والسيد أبو العربي وصل ومسلسلات مثل لحظات حرجةومسلسل الاخوة، وفوازير مسلسليكو:2013

## أعماله
- النمر 2021

## وصلات خارجية
- حمدي هيكل على موقع IMDb (الإنجليزية)
- حمدي هيكل على موقع الدهليز
- حمدي هيكل على موقع قاعدة بيانات الأفلام العربية
- حمدي هيكل على موقع قاعدة بيانات الفيلم (الإنجليزية)